# Франчук Дмитро Миколайович
Франч́ук Дмитр́о Микол́айович (нар. 11 серпня 1948, село Комарівка, Гайсинський район, Вінницька область) — український інженер-механік, науковець у сфері автотранспорту, популяризатор автоспорту та інших видів спорту в Україні. Кандидат технічних наук, доцент, має 85 наукових і учбово-методичних робіт, 4 монографії, автор статей в Енциклопедії сучасної України, а також винахід. Відомий як розробник теорії керованості картів.

## Біографія
Народився в сім'ї вчителів. Батько — Франчук Микола Васильович (1921—2007). Мати — Коваль-Франчук Ганна Андріївна (1924—2014).
В 1966 році закінчив з золотою медаллю Христинівську середню школу № 2.
У 1971 році закінчив автомобільний факультет Київського автомобільно-дорожного інституту. Там же в 1979 році захистив кандидатську дисертацію.
Після закінчення інституту працював майстром, інженером ВТВ, головним механіком та начальником гаража в автотранспортних підприємствах Головкиївміськбуду (1971—1977).
З 1977 року по 1990 рік — аспірант, старший науковий співробітник, асистент, доцент, докторант Київського автомобільно-дорожного інституту.
З 1990 по 1992 рік — головний конструктор, замісник директора науково-дослідного центру СП «Новінтех — Оптіс».
З 1992 року по 1993 рік працював директором департаменту консалтингу та розвитку СП «Український бізнес-центр».
В 1993 році став співзасновником ТОВ «Автоінформбізнес» і по 2018 рік працював його генеральним директором.
Дочки: Наталія, нар. 1972, і Яніна, нар. 1973 — майстри спорту, перший в Україні жіночий ралійний екіпаж. Син Дмитро, нар. 1988, — чемпіон України з картингу, майстер спорту, багаторазовий чемпіон України з радіокерованих моделей гелікоптерів, член збірної України на Чемпіонаті світу з радіокерованих моделей гелікоптерів.

## Основні напрямки наукової та інженерної діяльності
Займався науковими дослідженнями в галузі автомобільного транспорту, якості послуг, організації та управління підприємств. Завідував галузевою науково-дослідною лабораторією КАДІ при Міністерстві автомобільного транспорту (1979—1990). Проводив теоретичні дослідження керованості та динаміки автомобільної спортивної техніки, зокрема керованістю картів як специфічних спортивних болідів з нерозрізною (бездиференціальною) задньою віссю, а також практичним впровадженням отриманих результатів при підготовці спортивної техніки до участі в змаганнях. Отримав ряд математичних залежностей між параметрами налаштування гоночних автомобілів.

## Популяризатор автомобільного спорту в Україні
У 1980-ті роки став провідним суддею з автокросу, трекових автомобільних перегонів, кільцевих перегонів. Одним із перших у СРСР написав і почав успішно застосовувати програму з електронного хронометражу кільцевих перегонів на ПЕОМ.
Вищими досягненнями у суддівській практиці можна вважати суддівство головним суддею:
- кількох Кубків Дружби соцкраїн з автокросу;
- спартакіади народів СРСР з автокросу;
- міжнародних перегонів по кросу Кубок Дунаю;
- чемпіонату СРСР з іподромних перегонів;

В 1993 році обирається першим віцепрезидентом Автомобільна Федерація України (ФАУ) і на цій посаді до 1996 року, а потім як віцепрезидент по спорту та Голова Комісії автомобільного спорту займається (до 2005) інтеграцією автомобільного спорту незалежної України в міжнародний автомобільний спорт. Постійно брав участь у роботі комісій та комітетів ФАУ. З 2014 року — голова Апеляційного суду ФАУ.
З 2003 року по 2014 рік — віцепрезидент, член президії Федерації картингу України.
Суддя міжнародної категорії по автоспорту. Як спортивний комісар брав участь у складі жюрі на етапі Чемпіонату Європи з картингу та етапі Кубка Європи з ралі.
В 2007 році видав монографію «Керованість карту: теорія і практика», що є першою в світі науково-практичною працею з вивчення характеристик керування картом.

## Створення гірськолижного спорткомплексу «Протасів Яр»
Разом з партнерами Король Світланою Іванівною та Тікуном Леонідом Дмитровичем власним коштом створив у Києві гірськолижний спортивний комплекс зі штучним снігоутворенням «Протасів Яр» у місті Київ. Комплекс був омологований Міжнародною лижною федерацією і на ньому почали проводитись змагання загальнодержавного та міжнародного масштабу ГЛСК Протасів Яр. Завдяки цьому Київ став першою в світі столицею, в межах якої почав функціонувати такий спортивний та оздоровчий комплекс.

## Участь в інших видах спорту
Включений до складу суддівської колегії чемпіонату України з сучасного п'ятиборства (Лазер Ран) та суддівської колегії чемпіонату України з сучасного п'ятиборства (біатл, тріатл).

## Основні опубліковані праці
- Автомобільний спорт / Д. М. Франчук // Енциклопедія Сучасної України [Електронний ресурс] / Редкол. : І. М. Дзюба, А. І. Жуковський, М. Г. Железняк [та ін.] ; НАН України, НТШ. — К. : Інститут енциклопедичних досліджень НАН України, 2001. — Режим доступу : Автомобільний спорт
- Д. М. Франчук, «Борщенко Євген Володимирович», Енциклопедія Сучасної України, т. 3, редкол. І. М. Дзюба, А. І. Жуковський, М. Г. Железняк та ін. Київ: Інститут енциклопедичних досліджень НАН України, 2004. Борщенко Євген Володимирович
- Управляемость карта: теория и практика [Текст] / Д. Н. Франчук. — К. : Иван Федоров, 2007. — 320 с.: рис. — Библиогр.: с. 291—292.
- Kart chassis setup theory and practical guide [Text] / D. N. Franchuk. — Kyiv: Ivan Fedorov, 2010. — 261 p.: fig., phot., tab. — Бібліогр.: p. 241—242
- Karting. Segreti tecnici per la vittoria [Text] / Dmytro Franchuk. — Kyiv: Ivan Fedorov, 2014. — 260 p. : fig., tab. — Бібліогр.: с. 241—242.
- Кольцевые гонки: физика и математика успеха [Текст] / Дмитрий Франчук. — Киев: Деонис+, 2021. — 307 с. : рис., табл.